# قرابة العصب

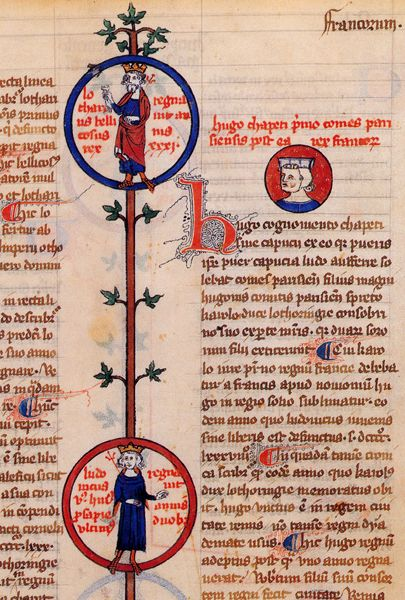
"شجرة عائلة أربور الحاكمة في فرنسا" لبرنارد جوي، تُظهر قرابة العصب لـ ملوك فرنسا

قرابة العصب (بالإنجليزية: Consanguinity)‏ أو«قرابة الدم»، والمصطلح الإنجليزي مشتق من المصطلح اللاتيني (باللاتينية: consanguinitas) الذي يعني زواج الأقارب. قرابة العصب تُشير إلى الصفات المميزة لشخص ينتمي لنفس القرابة. وفي هذا الصدد، فإن قرابة العصب هي الصفة التي تشير إلى انحدار شخص آخر من نفس السلف. كما أن قرابة العصب تعد مفهومًا قانونيًا هامًا حيث إن القوانين في العديد من السلطات القضائية تعتبر قرابة العصب عاملاً في تحديد ما إذا كان هناك فردان قد تزوجا أو إن شخصًا معينًا يرث في أملاك الشخص المتوفى إذا لم يترك وصية.
ويمكن توضيح درجة القرابة في قرابة العصب من خلال جدول قرابة العصب، حيث يظهر كل مستوى من القرابة المباشرة على شكل صف (على سبيل المثال، الجيل، وعلى سبيل المثال الانتصاف) ويشترك أيضًا الأفراد التابعون الذين تربطهم قرابة عصب في نفس الصف. ونظام العقدة عبارة عن توضيح رقمي يُعرف قرابة العصب.

## التعريفات القانونية

### القانون المدني الحديث
نشأت قضايا قرابة العصب في عدة جوانب من القانون. فهي ذات صلة مباشرة لتحديد إمكانية زواج اثنين. ويرتبط هذا بتعريف السلطات القضائية لـ زنا المحارم، لذلك لا يُسمح بزواج من تربطهم علاقة المحارم. في حين تُحرم بعض السلطات القضائية في الولايات المتحدة الزواج من أبناء العمومة من الدرجة الأولى، بينما تُقصر بعض السلطات القضائية الأخرى مسألة التحريم على الأخوة والأخوات والأمهات والآباء والعمات والأعمام.
ويحتوي العديد من المجلدات التي تتناول قانون سميث، الصادر في الفترة من 1700 حتى 1829، على بعض القوانين العامة والخاصة لإقليم كومنولث وولاية بنسلفانيا. وقد سُنت أيضًا عدة قوانين في عام 1705 تتعلق بالعقوبات المقررة ضد الخيانة الزوجية وتعدد الزوجات وزنا المحارم والزنا والجمع بين هذه الجرائم.

ويوضح جدول العلاقات الأسرية العلاقات بين الأقارب.

وقرابة العصب ذات صلة بقضايا الإرث. وفيما يتعلق بقانون الميراث بلا وصية (عندما يتوفى الشخص دون ترك وصية)، فبناءً على قانون تحقيق الوصايا الموحدة في الولايات المتحدة القسم 2-103، وبعد حصول الأرملة/الأرمل على نصيبه أو نصيبها (تبعًا للظروف التي قد تشتمل على الأطفال أو الأحفاد أو أبناء الأحفاد، وسواء بالطريقة البيولوجية أو بالتبني) يحصل الأحفاد على باقي التركة غير الموصى بها. وفي حالة عدم وجود أطفال، يحصل والد المتوفى على باقي التركة. وفي حالة عدم وجود أحفاد أو آباء، توزع تركة المتوفى على أحفاد والدي المتوفى (ومرة أخرى، تبعًا لظروف الأخوة والأخوات وأبناء وبنات الأخ والأخت وابنة ابن الأخ والأخت وحفيدة ابن الأخ والأخت). وفي حالة عدم وجود أحفاد أو آباء أو أحفاد للآباء تنتقل تركة المتوفى إلى أحفاد أجداد/جدات المتوفى (الأعمام والعمات أو ابن العم الأول أو أبناء العمومة من الدرجة الأولى أو الثانية أو الثالثة).
وتمنع بعض السلطات القضائية الأفراد من الخدمة في هيئة المحلفين الذين تربطهم صلة قرابة محددة مع المتهم.

### القانون الديني والتقليدي
تعتبر الكنيسة الرومانية الكاثوليكية، قرابة العصب وقرابة الدم الوثيقة الناتجة عن زواج غير موثق قد أُسست على باطل، ولكنها مُنحت شرعية، وفي الواقع تقريبًا بصورة روتينية (حرم القانون الكنسي للكنيسة الكاثوليكية من الزواج حتى الدرجة الرابعة من الأقارب [أبناء العمومة من الدرجة الثالثة] على الأقل حتى عام 1215). وتحدد درجة القرابة في القانون الكنسي (وفي نظام القانون العام)، عن طريق إحصاء عدد النسل بين كل طرف في الأسلاف المشتركة والبدء من الدرجة الأبعد من اثنين. تسمح القاعدة العامة بزواج أبناء العمومة من الدرجة الرابعة دون الحصول على شرعية الكنيسة، بينما هؤلاء ذوو العلاقة القريبة يتوجب عليهم الحصول على شرعية الكنيسة، حيث إنه يصبح أصعب وأصعب وجود زوجين من درجة قريبة جدًا.
تختلف القرابات في درجة قرابة العصب من خلال النص (على سبيل المثال، القانون الكنسي والقانون الروماني وغيرها). تعرف معظم الثقافات إحدى درجات قرابة العصب داخل العلاقات الجنسية المتبادلة باعتبارها مثل زنا المحارم («تحريم درجة القرابة»).
بالنسبة لسكان المسيحيين الأحباش في أثيوبيا وإرتريا (المسيحيون الأرثوذكس السائدون في أمهرة وتغراي)، إنها لتقاليد أن تكون قادرًا على إحصاء أسلاف أحد الآباء لسبعة أجيال سابقة على الأقل بدءًا من أول طفل، وذلك لأن «هؤلاء الأسلاف المنتمين لأب واحد والأقل من سبعة أجيال سابقة يُعدون هم الأخوة والأخوات وربما يكونون غير متزوجين.» في حين تعتبر هذه القاعدة أقل دقة من جهة الأم، حيث يحدد الحد الأقصى لها بحوالي أربعة أجيال سابقة، ولكنها ما زالت محددة بشكل جزئي. ولا تنطبق هذه القاعدة على المسلمين أو الجماعات العرقية الأخرى.
حيث أظهر الأيورفيدا أن الحالات الواضحة للزواج من العشيرة هو زواج الأقارب الذي قد يقودنا إلى العديد من مشاكل الحمل والمشاكل الوراثية في الجنين. لذلك أصبحت هذه الحالات عُرفًا متبعًا في السكان الهندوس أثناء فترة المشاورات التي تسبق الزواج للسؤال عن عشيرة كلا الزوجين. ويُنصح الزوجان بعدم الزواج من نفس العشيرة. ويقول المستشارون القائمون على هذا النظام أن هذه الممارسات تساعد بالتأكيد على التقليل من مشاكل الحمل وتضمن ذرية سليمة.

## التعريفات الجينية

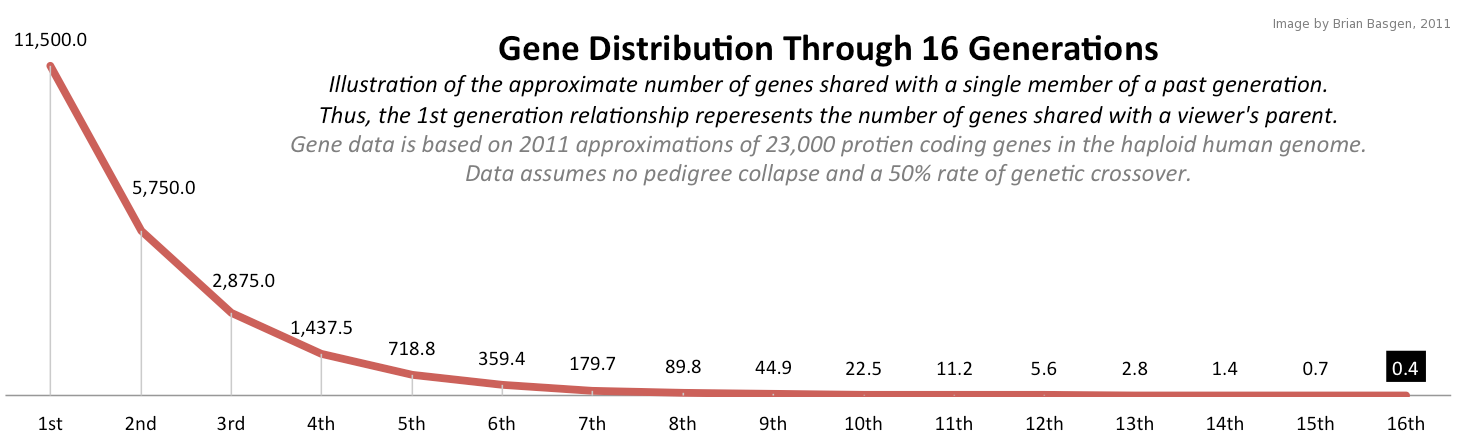
الوصف المبسط للعلاقة الجينية بعد عدد من الأجيال مثل جيلين^{-n} متواليين.

وتتضاءل نسبة القرابة بين أي شخصين بنسبة أربعة أضعاف برجوع آخر سلف مشترك لجيل واحد.
وحسب التعريف الشائع، فإن قرابة العصب لا تعتمد عادة على كمية الحمض النووي الريبوزي منقوص الأكسجين المشتركة بين جينوم شخصين. ويكون ذلك بدلاً من إحصاء عدد الانقسامات الاختزالية لشخصين منفصلين. وذلك لأن التأثيرات على انهيار شجرة النسب، لا تتحول مباشرة في كمية المادة الوراثية المشتركة.
ويكون من الطبيعي تمييز أبناء العمومة من الدرجة الأولى والثانية وأيضًا من الدرجة الثالثة. ومنذ ارتباط بعض الناس بعلاقة النسب يمكنهم تتبع شجرة العائلة كاملة لأكثر من أربعة أجيال، وغالبًا لا يوجد تطابق مع أبناء العمومة من الدرجة الرابعة.
وعلى المستوى الوراثي، لا تظهر التطابقات الوراثية الكبيرة بطريقة متميزة على نصف أبناء العمومة من الدرجة الرابعة مع بعضهم البعض أكثر من أي أفراد آخرين من نفس السكان.
أبناء العمومة المزدوجة من الدرجة الأولى هما من نسل زواجين من أشقاء، ولهما نفس التشابه الجيني مثل النصف أشقاء.
ووفقًا لما يقبله العرف، يُعبر عن قرابة العصب الجينية [مِمَن؟]
```
من خلال 
معامل العلاقة
 
أر
.
[
بحاجة لمصدر
]
```

حيث يعرف أر بأنه جزء من الزيجوت المتماثل الناتج عن زواج الأقارب محل المناقشة. لذلك، يملك الآباء والأبناء قيمة أر=0.5، والأشقاء قيمة أر=0.5، والآباء الأشقاء قيمة أر=0.25، بينما يملك أبناء العمومة من الدرجة الأولى قيمة أر=0.125.
وكتعريف عملي، يتم تصنيف الأفراد المرتبطين بيولوجيًا على أنهم أبناء عمومة من الدرجة الثانية أو أقرب (أر ≥ 0.0156) على أنهم أقارب عصب. واختير هذا القيد التحكمي لأن التأثير الوراثي في حالات الزواج بين الأفراد الذين تربطهم درجة قرابة قريبة قد تعتمد عادة على الاختلاف القليل من تلك التي لوحظت في عامة السكان.
وعلى الصعيد العالمي، يكون الشكل الأكثر شيوعًا من قرابة العصب بين أبناء العمومة من الدرجة الأولى، حيث يشارك الزوج بـ 1/8 من الجينات الموروثة من الأجداد المشتركة، وكذلك يكون ذريتهم الزيجوت المتماثل (أو المزيد من ذاتية الأمشاج بشكل صحيح) عند نسبة 1/16 من جميع المواضع (أر = 0.0625).[محل شك]

## معدلات التكرار
تاريخيًا، استشهد بعض النبلاء الأوروبيين بدرجة القرابة بين زواج الأقارب عندما تطلب الأمر إيجاد أسباب ملائمة لـ الطلاق، خاصة في السياقات الكلامية، حيث حرمت العقيدة الدينية التحلل الطوعي من الزواج غير السعيد أو الذي لم ينتج عنه أطفال. وعلى العكس من ذلك، يتطلب قانون قرابة العصب الميراث أن يكون العاهل القادم من نفس دم المتوفى؛ على سبيل المثال، الولد غير الشرعي حتى يسمح للطفل أن يرث.[بحاجة لمصدر]
وتشير التقديرات إلى أن هناك 55% من حالات الزواج بين المواطنين في كشمير والمسلمين في باكستان المهاجرين في المملكة المتحدة أبناء عمومة من الدرجة الأولى،  حيث «يفضلون في أغلب الأحيان الزواج بين أبناء الأخوين أو الأختين» (حيث يتزوج الابن ابنة عمه).

## الأمراض الوراثية
تتعرض الذرية الناتجة عن زواج الأقارب بشكل كبير لمخاطر معينة من الأمراض الوراثية. تحدث الأمراض الوراثية المتنحية لأفراد الزيجوت المتماثل خاصة للجينات المتنحية الطفرة. وهذا يعني أنهما يحملان نسختين (الأليل) من نفس الجين. إلا في حالات معينة ونادرة (الطفرات الجديدة أو اختلال الصيغة الصبغية لأحد الأبوين) يكون كلا الوالدين للفرد مصابين بمثل هذا المرض ستكون الطفرة حاملة للجين. فمثل هذه الناقلات لا تتأثر ولا تُظهر أي علامات من تلك التي يحملها الوالدان، وقد يكونوا غير مدركين بأنهما حاملان لجين متحور. إضافة إلى أن الأقارب يتقاسمون نسبة الجينات، ومن المحتمل جدًا أن الآباء الذين تربطهم صلة القرابة قد يكونوا حاملين لجين الوراثة المتنحية، ومن ثم يقع أطفالهم في مخاطر جسيمة من الأمراض الوراثية المتنحية. ويعتمد التمدد في زيادة المخاطر على درجة العلاقة الوراثية بين الآباء، ولذلك تصبح المخاطر أكثر في العلاقات الزوجية عندما يكون الآباء أكثر قرابة، ولكن في العلاقات بين الأقارب الأبعد، مثل أبناء العمومة من الدرجة الثانية، تقل الخطورة (رغم أنها تظل أكبر من عامة السكان).
ترتبط تغايرات الزيجوت الجينية المنخفضة مع زيادة زواج الأقارب بين السكان (المحددة من قبل التابع الدقيق أعراض) حيث تزيد من قابليتها العدوى بـ العوامل الممرضة مثل السل والتهاب الكبد.

## وصلات خارجية
- Kalmes, Robert and Jean-Loup Huret. [<a href="http://atlasgeneticsoncology.org/Educ/ConsangID30039ES.html">http://atlasgeneticsoncology.org/Educ/ConsangID30039ES.html</a> "Consanguinity." - Includes detailed information on the application of the coefficient of consanguinity]
- Burtsell, Richard L. [<a href="http://www.newadvent.org/cathen/04264a.htm">http://www.newadvent.org/cathen/04264a.htm</a> "Consanguinity (in Canon Law)."] The الموسوعة الكاثوليكية.
- [<a href="http://www.geneweb.org/en/consang.htm">http://www.geneweb.org/en/consang.htm</a> Consanguinity] from GeneWeb
- [<a href="http://www.rootsweb.ancestry.com/~medieval/consang.htm">http://www.rootsweb.ancestry.com/~medieval/consang.htm</a> Canon Law and Consanguinity]